# Les Saisons (roman)
Pour les articles homonymes, voir Les saisons.
Les Saisons est un roman de Maurice Pons publié en 1965 aux éditions Julliard. Reconnu aujourd'hui comme « livre culte,, », Les Saisons est l’œuvre la plus célèbre de Maurice Pons,.
Ce roman se déroule dans une vallée reculée qui ne connait que deux saisons : 40 mois de pluie automnale ininterrompue, puis 40 mois d’hiver glacial.

## Écriture
Paru en 1965, ce roman reprend et développe l’histoire déjà racontée par Maurice Pons dans le conte La Vallée, publié en décembre 1960 dans la revue Les Lettres nouvelles, et publié de nouveau en janvier 1993 par Le Monde diplomatique.

## Intrigue
Les Saisons raconte l’histoire d’un écrivain, Siméon, trouvant refuge dans une vallée où alternent sans discontinuer 40 mois de pluie et 40 mois de gel. Dans cette vallée coupée du monde, les habitants vivent exclusivement de lentilles, qu’ils mangent bouillies et boivent distillées. Arrivé avec l’ambition d’écrire un livre qui raconterait sa vie, Siméon voit son projet se heurter à l’hostilité des habitants, au climat insupportable des saisons, et à une blessure qui fait pourrir son pied de jour en jour.

## Postérité
Réédité plusieurs fois par Christian Bourgois à partir de 1975, Les Saisons est considéré comme l’œuvre la plus importante de Maurice Pons,. Il a inspiré un film, Une saison pour Maurice Pons, sorti en 2016 et réalisé par Sylvie Habault, qui s’intéresse à Maurice Pons et raconte la genèse de l’œuvre.